# Ross Haslam
Ross Haslam (Sheffield, 2 de octubre de 1997) es un deportista británico que compite en saltos de trampolín.
Ganó una medalla de bronce en el Campeonato Mundial de Natación de 2024 y una medalla de plata en el Campeonato Europeo de Natación de 2018. En los Juegos Europeos obtuvo dos medallas plata en Bakú 2015 (trampolín 3 m sincro) y oro en Cracovia 2023 (trampolín 1 m).

## Palmarés internacional
| Campeonato Mundial | Campeonato Mundial    | Campeonato Mundial | Campeonato Mundial         |
| Año                | Lugar                 | Medalla            | Prueba                     |
| ------------------ | --------------------- | ------------------ | -------------------------- |
| 2024               | Doha (Catar)          | Medalla de bronce  | Trampolín 1 m              |
| Juegos Europeos    |                       |                    |                            |
| Año                | Lugar                 | Medalla            | Prueba                     |
| 2015               | Bakú (Azerbaiyán)     | Medalla de plata   | Trampolín 3 m sincro       |
| 2023               | Rzeszów (Polonia)     | Medalla de oro     | Trampolín 1 m              |
| Campeonato Europeo |                       |                    |                            |
| Año                | Lugar                 | Medalla            | Prueba                     |
| 2018               | Glasgow (Reino Unido) | Medalla de plata   | Trampolín 3 m sincro mixto |